# Ture Trolle
Ture Trolle, född omkring 1490, död i 12 mars 1555 i Bergunda församling, Småland, var en svensk riddare och riksråd.

## Biografi
Ture Trolle föddes omkring 1490. Han var son till riksrådet Arvid Trolle och Brita Turesdotter. Trolle började 1513 att arbeta hos ärkebiskopen Birger Gunnersen i Lunds stift. Han bodde 1517 på Bergkvara slott och flydde under Gustav Vasas befrielsekrig till Danmark. Trolle avled 1555 på Bergkvara slott
Ture Trolle framträder i det politiska livet först 1517, då han på nationellt håll misstänkts för danska sympatier. Han var den tiden bosatt på Bergkvara slott, som sedan alltjämt var hans sätesgård.
Under Gustav Vasas befrielsekrig flydde han till Danmark, där Fredrik I av Danmark slog honom till riddare vid sin kröning, men togs redan 1524 till nåder av konung Gustav och kunde återvända till fäderneslandet. Han var sedan konungen och Bergkvara trogen till sin död. 
Under Dackefejden var han en tid fördriven från Bergkvara, där Nils Dacke själv tog sitt residens.
1527 nämnes Ture Trolle såsom av Gustav Vasa bemyndigad att rådslå med allmogen i Småland om den påbjudna gärden till riksens gälds betalning. På återresan därifrån blev han av någon fiende försåtligen skjuten genom livet med en skäkta, dock ej farligare än att han sedan tillfrisknade, varefter han av konungen utnämndes till riddare 1530, förordnades till slottsloven på Kalmar slott med dess stad och län samt Öland 1533, blev riksråd 1534 och skickades följande året till Landskrona såsom biträde åt amiralen Måns Somme. 1537 bevistade han med några andra av riksråden Halmstads möte och höll året därefter »allmänt ting med allmogen och vapensyn öfver hela Småland». Ha erhöll 1528-1529 lagmansräntan från Tiohärads lagsaga.

### Familj
Trolle gifte sig 1525 sin broders svägerska Magdalena Eriksdotter (Gyllenstierna) (död 1584), dotter till riksrådet Erik Eriksson (Gyllenstierna) d.y. och Anna Karlsdotter (Vinstorpaätt). De fick tillsammans barnen underamiralen Arvid Trolle (död 1568) i Jakob Bagges flotta, Nils Trolle (död före 1564), Jörgen Trolle (död före 1564), Brita Trolle (död 1566) som var gift med riksmarsken Lars Siggesson (Sparre), studenten Erik Trolle (1533–1560) i Paris, Anna Trolle (1534–1617) som var gift med ståthållaren Charles de Mornay på Älvsborgs slott, Elisabet Trolle (död 1611) som var gift med frälsemannen Gabriel Sparre, hovjungfrun Christina Trolle (död 1609) som var gift med furstliga rådet Åke Johansson (Bååt), Beata Trolle som var gift med hovrättsrådet Erland Björnsson (Bååt), Margareta Trolle (död före 1600), Märta Trolle (död efter 1600), Ingeborg Trolle och Catharina Trolle.